# Forts de Taku
Els Forts de Taku (Xinès tradicional: 大沽炮台 pinyin: Dàgū Pàotái), també coneguts com a Forts de Peiho (Xinès tradicional: 白河碉堡 pinyin: Báihé Diāobǎo), són unes fortificacions situades a l'estuari del riu Hai, dins el districte de Tanggu, a Tianjin, al nord-est de la Xina. Es troben a uns 60 quilòmetres al sud-est de la ciutat de Tianjin.

## Història
El primer fort va ser construït durant el regnat de l'emperador Ming, Jiajing, entre 1522 i 1527. El seu propòsit era protegir Tianjin de les invasions estrangeres. Durant les Guerres de l'Opi, es va ampliar i es van construir 5 forts grans i 20 de petits.

### Segona Guerra de l'Opi
El 1856, soldats xinesos van abordar al The Arrow, un vaixell de propietat de xinesa inscrit a Hong Kong que enarborava la bandera britànica i sospitós de pirateria, contraban i de dedicar-se al comerç d'opi. Van capturar i empresonar 12 homes. Encara que el certificat que permetia al vaixell navegar amb bandera britànica havia expirat, hi va haver una resposta armada. Els britànics i els francesos van enviar vaixells de guerra, sota el comandament de l'almirall Sir Michael Seymour (Oficial de la Marina Reial) a capturar els Forts de Taku el maig de 1858.
El Juny de 1858, en acabar la primera part de la Segona Guerra de l'Opi, es va signar el Tractat de Tianjin, el qual va obrir Tianjin al comerç estranger.
El 1859, després que la Xina va rebutjar permetre la creació de legacions estrangeres a Beijing, una força naval comandada per l'Almirall Sir James Hope, va atacar els ports que protegien la boca del riu Peiho. Durant la intervenció, el Comodor Josiah Tattnall va arribar per assistir al Plover, vaixell de guerra britànic, oferint-se a evacuar els seus ferits. El comandant britànic Hope, va acceptar l'oferiment i va enviar una llanxa per treure els ferits. Més tard, Tattnall va descobrir que alguns d'aquest homes, estaven negres de les fogonades. Quan va preguntar als homes, li van respondre que els britànics anaven curts de personal amb els canons. El seu famós informe enviat a Washington, reclamava que "la sang és més espessa que l'aigua". Aquesta va ser la primera vegada que les tropes britàniques van necessitar ajuda nord-americana, després de patir baixes importants provocades per les canonades enviades des del dic de canons de Taku, i la primera vegada que les tropes britàniques i nord-americanes van lluitar braç a braç.
El 1860, una força anglo-francesa reunida a Hong Kong i posteriorment transportada, va desembarcar a Pei Tang (dins el districte de Tanggu) l'1 d'agost i va assaltar amb èxit els Forts de Taku el 21 d'agost. Els forts van ser severament mutilats i les tropes del general Sengge Rinchen es van veure obligades a retirar-se. El 26 de setembre, la força va arribar a Beijing i va capturar la ciutat el 13 d'octubre.

### Soldats i mariners destacats que van prendre part en l'assalt als Forts de Taku inclouen
- Nathaniel Burslem – Tinent d'infanteria
- Andrew Fitzgibbon - Ajudant mèdic
- Thomas Lane – Soldat ras d'infanteria
- John McDougall - Soldat ras d'infanteria
- Robert Montresor Rogers – Tinent d'infanteria
- Edward Hobart Seymour - Guardamarenc
- John Worthy Chaplin – Alferès d'Infanteria
- Charles Herve Giraud- Cirurgià

### Rebel·lió Boxer
Després de la batalla dels Forts de Taku, la majoria dels forts van ser desmantellats quan les forces de l'Aliança de les Vuit Nacions van envair la Xina durant la Rebel·lió Boxer (1899-1901). Dos forts continuen existint avui en dia, un a la riba sud i l'altre a la riba nord del riu Hai. El Fort Dagu (a la riba sud), va ser restaurat el 1988 i es va obrir al públic el juny de 1997. La recuperació de terres al mar, l'ha deixat a una certa distància de l'actual costa. La seva restauració no li ha tornat l'aspecte que tenia quan era una bateria de canons actius (vegeu la foto de les conseqüències de l'atac del 1860), però una sèrie de canons han estat col·locats a les espitlleres per mostrar el seu ús anterior. Una exposició en xinès relata la història de les Guerres de l'Opi i el paper que hi van jugar els Forts.

## Galleria

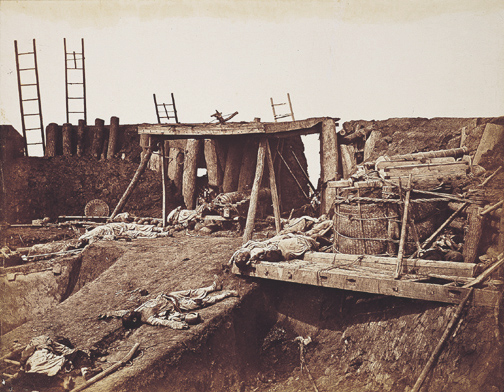
Interior d'un angle del Fort Nord immediatament després de la seva captura el 21 d'agost de 1860
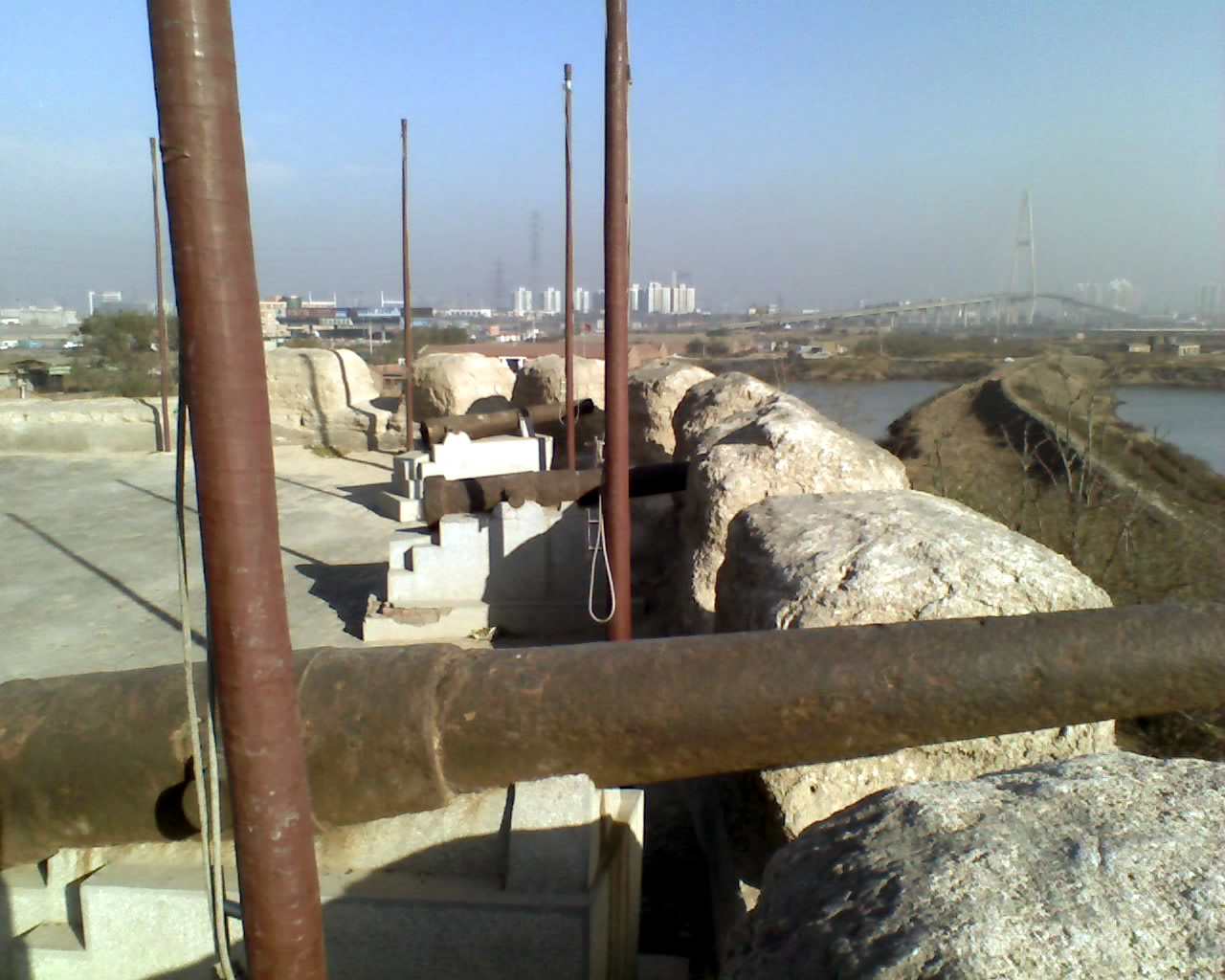
Vista mirant cap al nord des de la plataforma de canons. El Tanggu modern al fons.
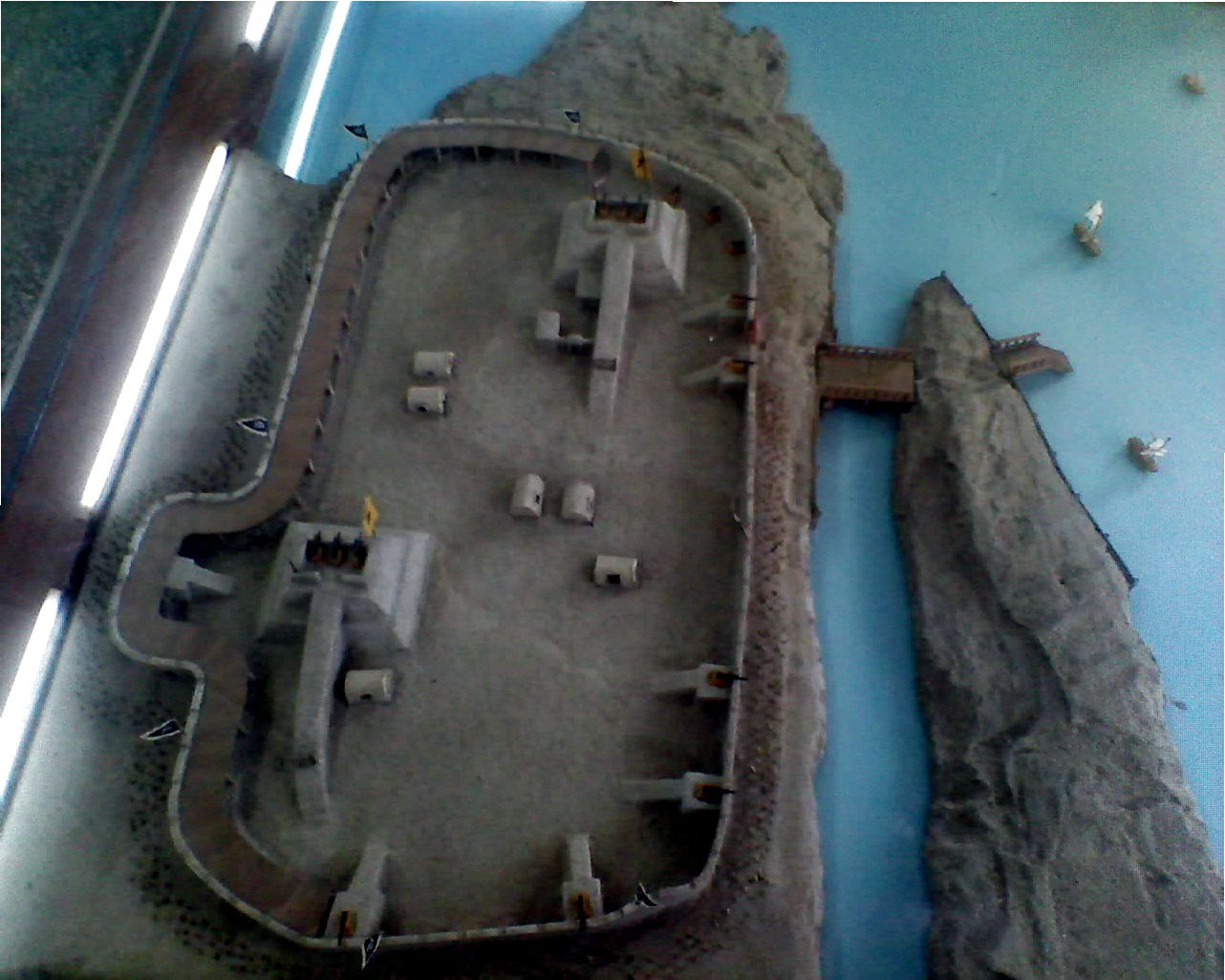
Model del Forts de Taku al Museu dels Forts de Taku, Tanggu, Xina.
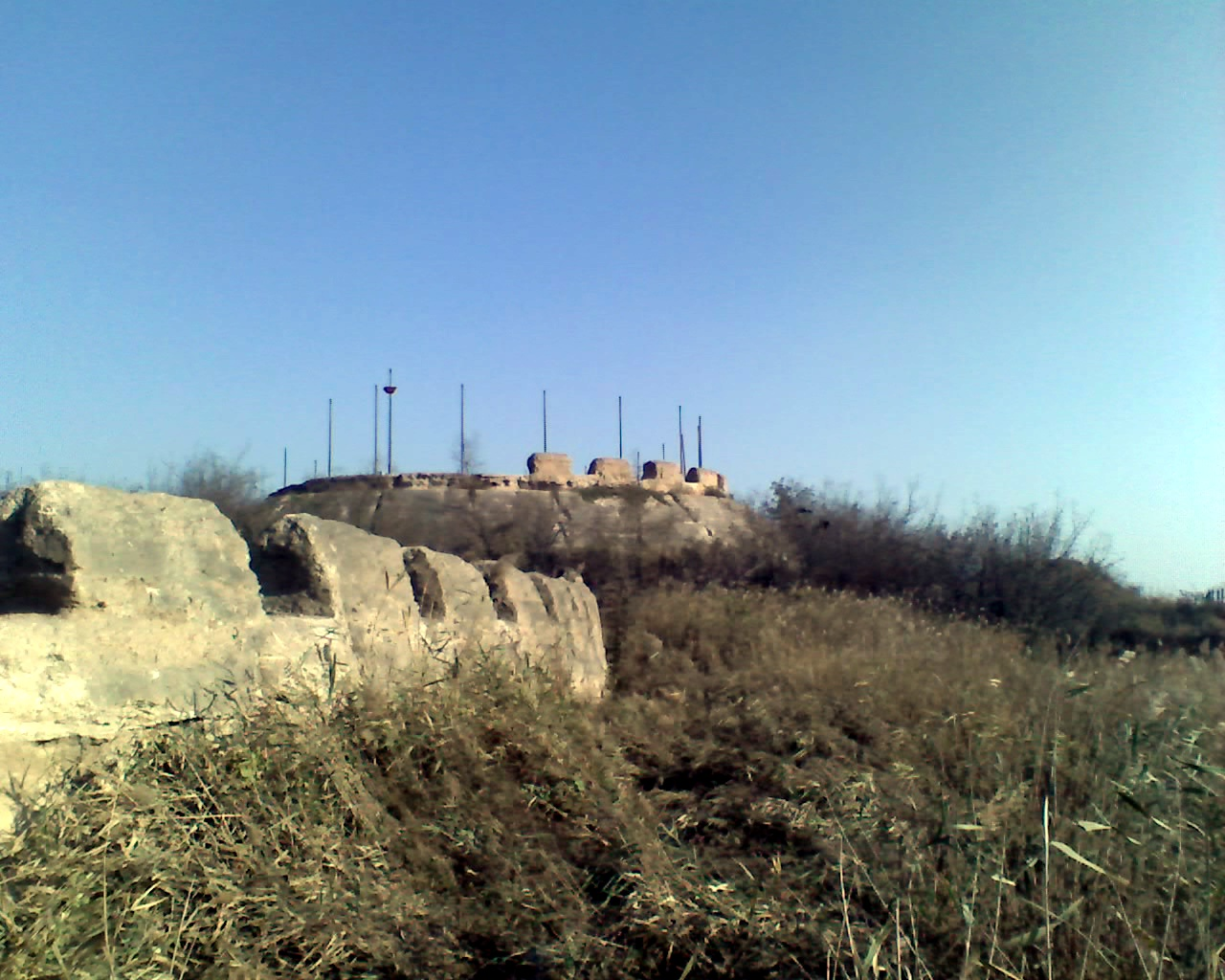
Vista de la plataforma de canons des de l'exterior dels murs defensius.
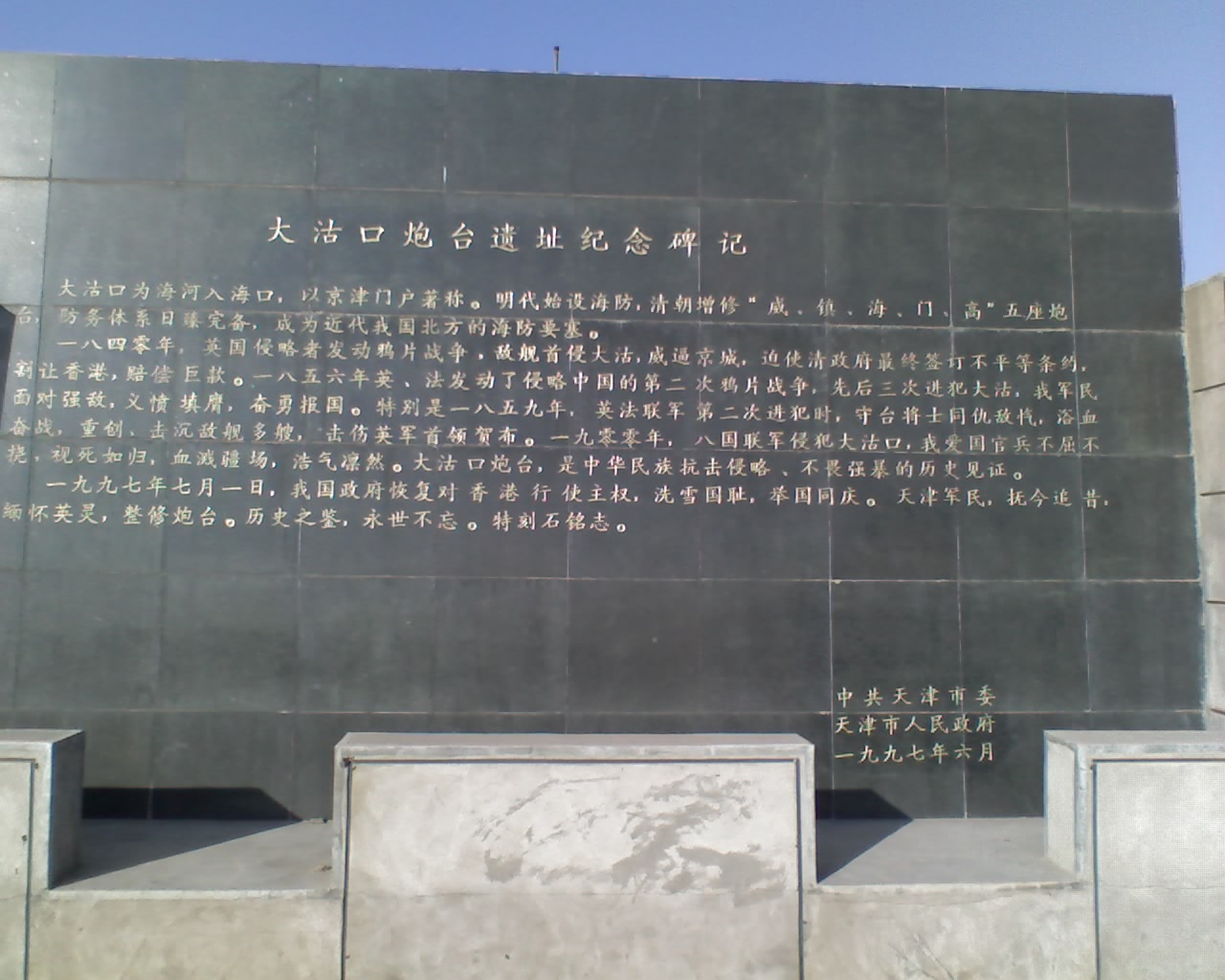
Placa commemorativa del Museu del Forts de Taku.